# 達奇涅 (希羅克區)
47°36′39″N 33°25′41″E / 47.61083°N 33.42806°E
達奇涅（烏克蘭語：Дачне），是烏克蘭中部的村莊，隸屬第聶伯羅彼得羅夫斯克州的克里維里赫區。該村分別距離韋謝拉達恰1公里、扎波里日扎和斯韋爾德洛夫西克1.5公里，海拔高度87米，2001年人口343。